# キルギス日本人誘拐事件
キルギス日本人誘拐事件（キルギスにほんじんゆうかいじけん）、または　キルギス邦人誘拐事件（キルギスほうじんゆうかいじけん）とは、1999年（平成11年）にキルギスにて金及び銅鉱床の探査を行っていた日本人鉱山技師4人、通訳らが誘拐された事件。結果的に日本人の人質は無事解放されたが、経緯に不明な点が多かったことなどから、日本における中央アジアのカントリーリスクを見直す契機となった。

## 概要
1999年8月23日、キルギス南部にて国際協力事業団（当時）を通じて派遣されていた海外鉱物資源開発や三井金属資源開発の鉱山技師や通訳がウズベキスタンのナマンガン州出身の元旧ソ連空挺軍兵士であったホジャエフ・ジュマバイ・アフマジャノヴィッチ（通称：ジュマ・ナマンガニ）の率いるウズベク反政府系武装組織（ウズベキスタン・イスラム運動、Islamic Movement of Uzbekistan　通称IMU）に誘拐された。
ジュマ・ナマンガニの率いるIMUは、ウズベキスタンのフェルガナ盆地を中心にイスラム国家の樹立をめざしており、当時拠点としていたタジキスタンのガルム渓谷とアフガニスタンとフェルガナ州を結ぶ「反政府軍事回廊」を構築しつつあった。とりわけ、ウズベキスタン共和国のキルギスのバトケン州内にある飛び地である「ソフ地区」を中継地とする軍事回廊を樹立することで、容易に反政府抵抗作戦を遂行する狙いがあった。また、ウズベキスタンの国内問題を国際社会に訴える狙いもあった。かねてより、IMUは「バトケン州を通過中に遭遇する外国人は誘拐する」との警告を発しており、各国政府及び現地日本政府関係者からの再三の警告にもかかわらず通商産業省出身のJICAの鉱山技師らは人里はなれた山中に地質調査にでかけ誘拐された。

## 人質解放に向けて
日本国政府は、三橋秀方駐キルギス大使が本部長、松田邦紀参事官が事務局長を務める現地対策本部長をビシュケクに設置し、アスカル・アカエフ大統領と会見。外務省オペレーション・ルームに設置された緊急対策室で、川島裕外務事務次官、竹内行夫総合外交政策局長、河相周夫総合外交政策局総務課長、今井正領事移住部長らが情報を共有し、キルギス政府を当事者として交渉に当たる一方、隣国のタジキスタン、ウズベキスタン政府への協力を求めた。また、当時外務政務次官であった武見敬三は、中央アジア訪問中に現地に急行し、アカエフ・キルギス大統領、ナザルバエフ・カザフスタン大統領、ラフモノフ・タジキスタン大統領らと相次いで会談し、日本人技師の安全確保と早期解放を要請した。しかし、IMUは鉱山技師4人、通訳らの解放条件について「ウズベキスタンの獄中にいるイスラム教徒政治犯5万人と、日本人4人を含む13人および将来捕獲する捕虜とを交換する」と要求した他、キルギス政府がIMUとの接触に失敗したため、人質の解放に向けた交渉は難航した。
これを受けて中山恭子駐ウズベキスタン大使と連絡を取る別動の高橋博史参事官がタジキスタンからIMUに接触。また、武装勢力とキルギス政府との仲介役もIMUに接触し、人質解放に向けて交渉を行った。さらに、ナマンガニと反政府勢力に加わったことのあるタジキスタン国境警備隊司令官も交渉に乗り出し、キルギス政府が拘束していたIMUの捕虜5人をIMUに引き渡した上で人質5人の解放をナマンガニに要請した。この結果、IMUはタジキスタン・キルギス国境で人質を解放する意向を示した。
10月25日、日本人技師4人はタジキスタン東北部で無事解放され、キルギス領カラムイクを経由してビシュケクに到着した。同日、青木幹雄内閣官房長官は記者会見で、4人について「全員元気だ」と述べた。また、IMUとの間の身代金取引の有無について「そういう事実は一切ない」と否定した。
翌日、4人は日本国政府が用意したチャーター便で日本への帰路についた。帰国後、4人は東京都の病院に入院し、検査を受けたが、いずれも体調などに問題はなかった。詳細は、2016年2月27日提出の質問主意書111号「キルギスにおける日本人拉致事件に関する質問主意書」、中山恭子による回想録『ウズベキスタンの桜』（KTC中央出版）に記録されている。
10月28日、キルギス政府高官は人質の解放が10月25日となった理由について、10月10日にIMUと人質全員の解放に合意したものの、ナマンガニが「キルギス、ウズベキスタンが我々を空爆したり、武力を行使する可能性がある」「日本人人質を釈放した場合、我々の生命が危なくなる」と述べたため、キルギス、ウズベキスタンによる空爆の可能性を考慮して当初の予定より人質の解放を大幅に遅らせたと証言した。